# Tímea Babos
Tímea Babos (n. 10 mai 1993) este o jucătoare profesionistă de tenis din Ungaria. Cea mai înaltă poziție în clasamentul WTA la simplu este locul 25 (19 septembrie 2016). La dublu ea a fost pe locul 1 mondial, devenind prima jucătoare maghiară care a ajuns în fruntea clasamentului WTA fie la simplu, fie la dublu. A câștigat trei titluri de simplu și 24 de dublu pe Turul WTA, precum și un titlu de simplu și un titlu de dublu la turneele din seria WTA 125 și douăsprezece titluri de simplu și nouă de dublu pe Circuitul ITF. 